# VISTA (telescópio)
O VISTA (Visible and Infrared Survey Telescope for Astronomy) é um telescópio refletor de amplo campo com um espelho de 4,1 metros, situado no Observatório Paranal, no Chile. Ele é operado pelo Observatório Europeu do Sul e começou suas operações científicas em dezembro de 2009. O VISTA é um telescópio de rastreio que trabalha no infravermelho, e é de longe o maior telescópio do mundo dedicado ao levantamento do céu nos comprimentos de onda do infravermelho próximo. O telescópio tem apenas um instrumento: VIRCAM, a câmera de infravermelho. Esta é uma câmara de 3 toneladas que contém 16 detectores especiais sensíveis à luz infravermelha, com um total de 67 milhões de píxeis.